# مارتینا زلنر
مارتینا زلنر (انگلیسی: Martina Zellner؛ زادهٔ ۲۶ فوریهٔ ۱۹۷۴) ورزشکار دوگانه اهل آلمان بود.